# Marchesato di Zibello
Il marchesato di Zibello fu un minuscolo Stato, feudo imperiale, governato dal 1459 al 1802 da un ramo cadetto dei Pallavicino, con una parentesi della famiglia Rangoni (1530-1630). La sua posizione strategica nella bassa parmense occidentale, stretto tra lo Stato Pallavicino, il ducato di Milano e quello di Parma e Piacenza, rese sicura la sopravvivenza rispetto alle altre linee della dinastia. Gianfrancesco, ultimogenito di Rolando il Magnifico riordinò la struttura del borgo con la costruzione del castello, della cinta muraria e del palazzo. Nel 1530 ebbe luogo una seria controversia tra i marchesi e i Rangoni, parenti acquisiti, che tennero il feudo per un secolo. Ritornati i discendenti di Giovan Francesco amministrarono lo Staterello fino all'occupazione napoleonica. I Pallavicino di Zibello sono tuttora fiorenti.

## Storia

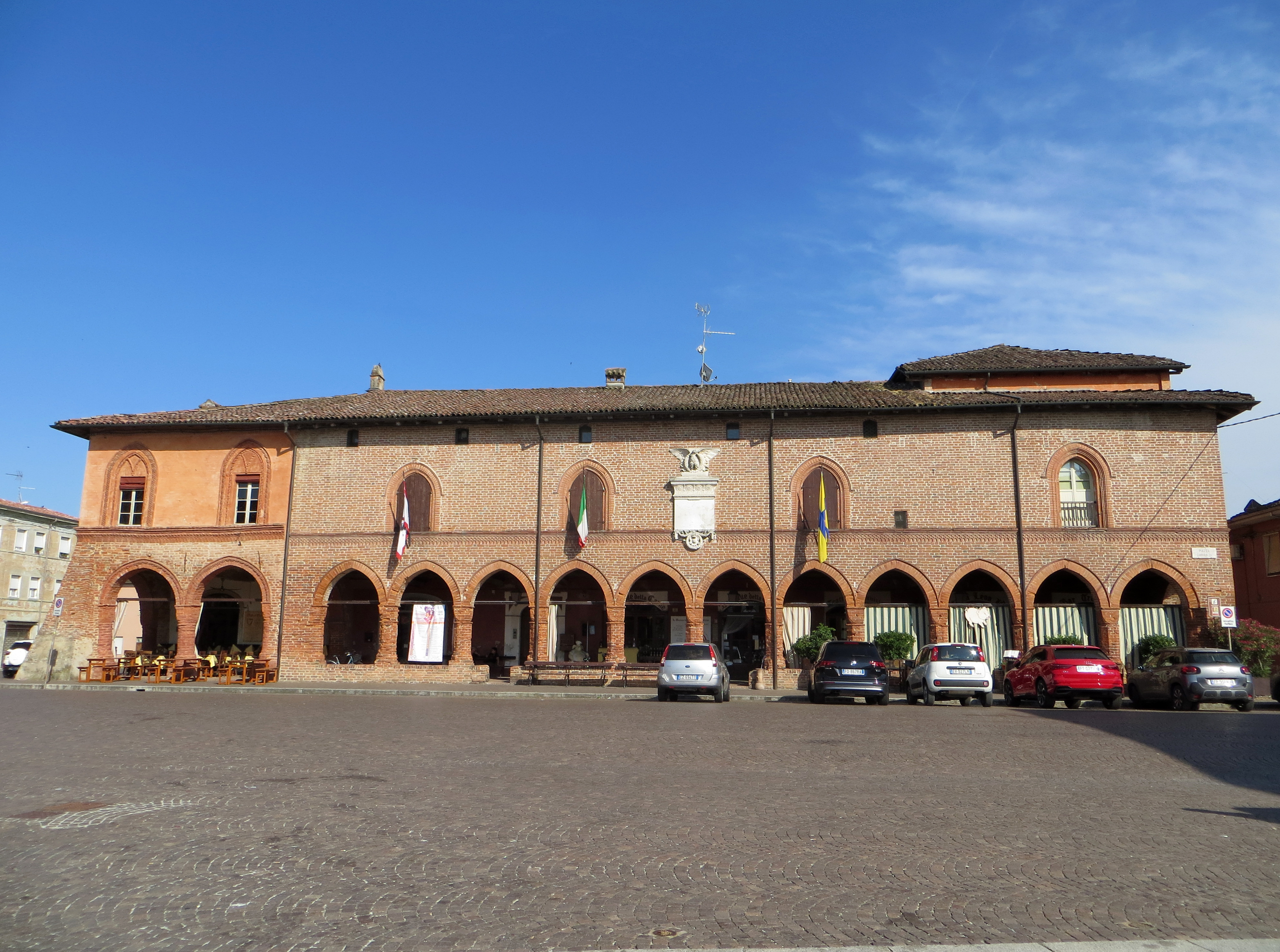
Palazzo Pallavicino a Zibello

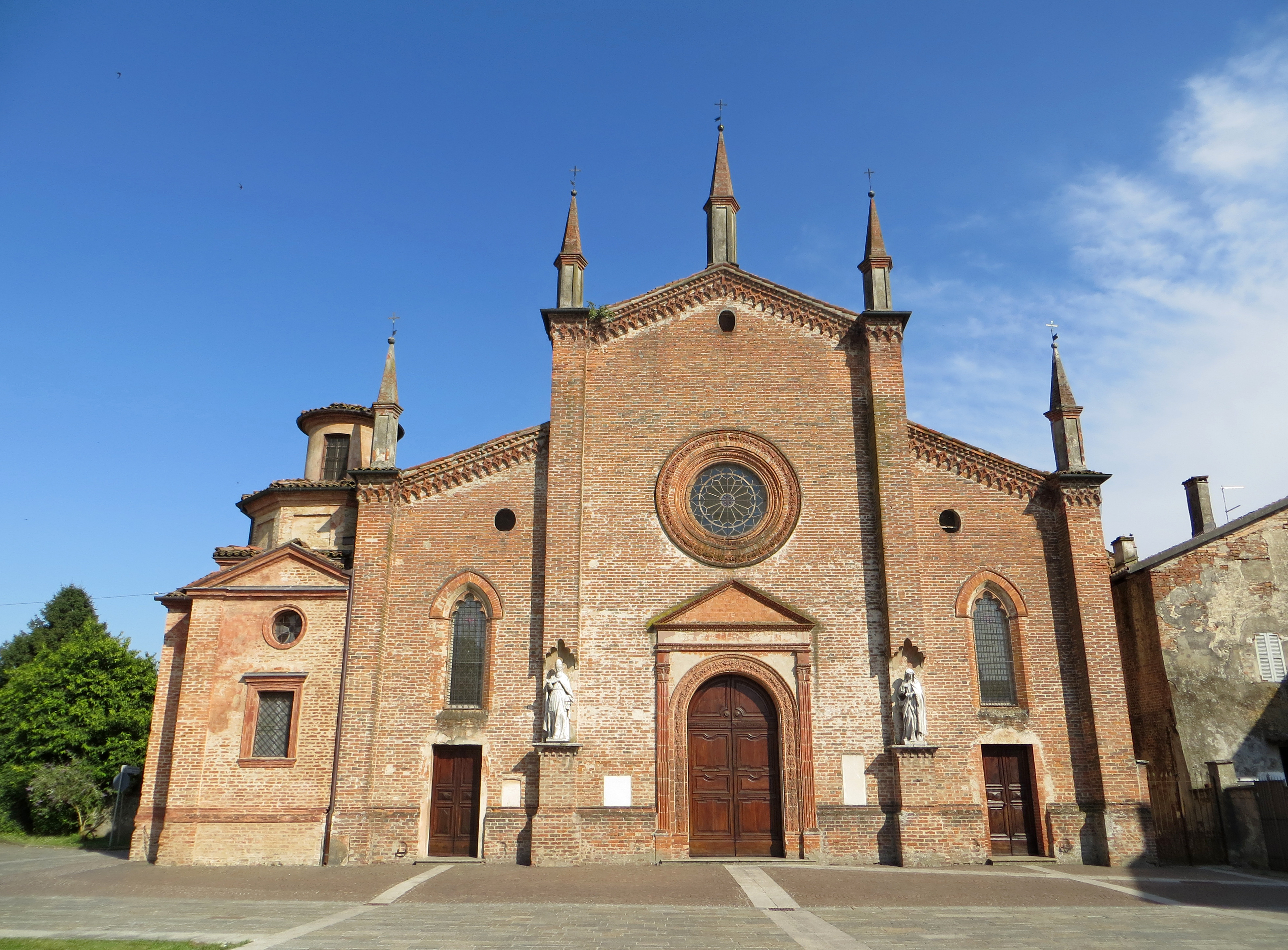
Chiesa dei Santi Gervasio e Protasio a Zibello

In seguito alla morte di Rolando il Magnifico, nel 1457, alcuni Pallavicino cadetti avanzarono pretese sul possesso del piccolo ma crucialmente posizionato feudo di Zibello. Dovette intervenire il duca di Milano Francesco Sforza (1450-1466) che approvò la scelta di Giovan Francesco, ultimogenito del marchese scomparso.
Il possedimento era veramente minuto, abitato da 441 uomini con una superficie di dieci miglia quadrate, ma, per ragioni politiche e commerciali (operavano intorno all'antico castello, poi distrutto, artigiani, osti, fornai e capaci macellai), fu aspramente conteso nei secoli da esponenti interni ed esterni della famiglia feudataria.
Il primo marchese zibellino amministrò bene lo Staterello meritando l'apprezzamento dei sudditi: rinnovò la rocca dandole anche una destinazione residenziale; i Pallavicino soggiornavano brevemente nel borgo, preferendo Busseto e, poi, soprattutto, il lussuoso e barocco palazzo a Parma, fatto realizzare nel 1646 da Alfonso. Dopo l'abbattimento della fortezza venne edificato, di fronte, l'edificio signorile porticato, con annesso teatro, in cui dimoravano solitamente i reggenti e avevano sede gli organi esecutivi e giurisdizionali. La tardo-gotica chiesa dei Santi Gervasio e Protasio, consacrata nel 1612, sotto i Rangoni, fungeva da cappella palatina e luogo gentilizio di sepoltura.
La minuscola signoria comprendeva, oltre al borgo principale, le località di Pieve Altavilla, Santa Croce e Ragazzola: passò dalla protezione imperiale a quella del nuovo ducato di Parma e Piacenza, voluto dal papa Paolo III per il figlio Pier Luigi Farnese. Dal punto di vista religioso faceva parte della diocesi di Fidenza. Le aspre controversie interne provocarono, nondimeno, l'assedio del 1515, la distruzione del fortilizio e della cerchia muraria, fatti innalzare da Giovan Francesco e addirittura la divisione del feudo tra i fratelli Rolando e Bernardino.
Il 1530 fu l'anno in cui i Pallavicino, stremati dalle discordie fra i pochi eredi, dovettero cedere il marchesato ai parenti guelfi modenesi Rangoni, pronipoti di Gherardo: Giulio I fu formalmente investito di Zibello, nel 1546, dal duca parmense Pier Luigi. I Rangoni ressero il territorio per un secolo interessandosi pochissimo ad esso, attenti soltanto a percepire le rendite feudali. Nel 1630 rientrarono i Pallavicino, nella persona di Alessandro I, nipote di Uberto: anche loro si dedicarono scarsamente al benessere dello Stato, ma riuscirono a governare, uniti nella consorteria familiare, fino ai primi anni dell'Ottocento.
Gli ultimi marchesi sovrani, Antonio Francesco (+1807) ed Anna, lasciarono Zibello ai francesi nel 1802: il loro figlio Alessandro (III) (+1831), coniugato con Vittoria Doria Landi Pamphili, continuò la discendenza tuttora fiorente. L'ex feudo, dopo il Congresso di Vienna, nel 1815, fu incorporato nel ducato di Parma.

L'arme dei Pallavicino di Zibello era descritta nel seguente modo:

Il blasone dei Rangoni era così illustrato:

## Marchesi di Zibello (1459-1802)

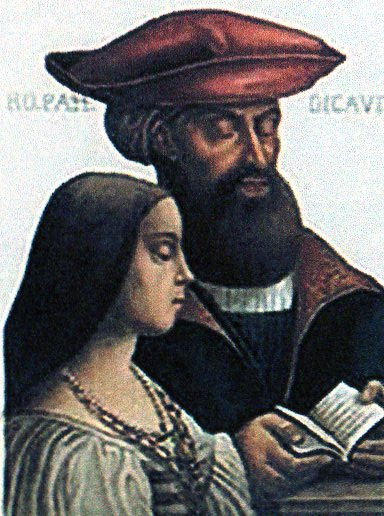
Il marchese Rolando Pallavicino con la figlia Barbara

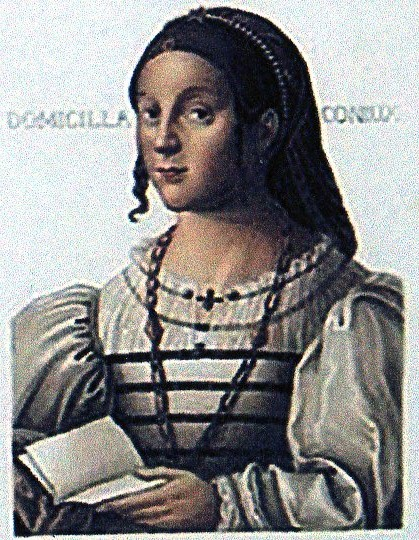
La marchesa Domitilla Gambara

## Marchesi di Zibello (1459-1802)[8]
| Stemma | Titolo   | Nome                           | Periodo     | Consorte e note |
|        | Marchese | Giovan Francesco I Pallavicino | 1459 - 1497 | Giacoma Brandolini |
|        | Marchese | Federico                       | 1497 - 1502 | Clarice Malaspina, reggente (1502-1514) |
|        | Marchese | Giovan Francesco II            | 1502 - 1514 | morì nell'agosto 1514 |
|        | Marchese | Giovan Lodovico Pallavicino    | 1514 - 1515 | Ippolita Pallavicino; sorella di Giovan Francesco II                                                                                       |
|        | Marchese | Bernardino                     | 1515 - 1526 | Caterina de' Buffetti; governò con il fratello Rolando                                                                                     |
|        | Marchese | Rolando                        | 1515 - 1529 | Domitilla Gambara; divise il feudo con il fratello Bernardino                                                                              |
|        | Marchese | Uberto                         | 1529 - 1531 | Eufrosina Visconti, Giovanna Gonzaga; cedette lo Stato ai Rangoni, morì nel 1583                                                           |
|        | Marchese | Giulio I Rangoni               | 1531 - 1583 | Lucia Scotti; governò con il fratello Pallavicino (1530-1570); erano figli di Ludovico Rangoni e di Barbara Pallavicino, figlia di Rolando |
|        | Marchese | Lodovico II Rangoni            | 1583 - 1601 | Bianca Rangoni, nipote di Argentina Pallavicino, figlia di Federico; figlio ed erede di Giulio I Rangoni                                   |
|        | Marchese | Giulio II Rangoni              | 1601 - 1630 | Ottavia Farnese di Latera; figlio di Ludovico II Rangoni i Pallavicino ripresero Zibello                                                   |
|        | Marchese | Alessandro I                   | 1630 - 1645 | Lavinia Farnese, Francesca Sforza, Pantasilea Gaetani; nipote di Uberto                                                                    |
|        | Marchese | Ciro                           | 1645 - 1672 | Margherita Malaspina; governò con il cugino Alfonso                                                                                        |
|        | Marchese | Alfonso                        | 1645 - 1679 | Anna Ariberti; figlio di Alessandro I |
|        | Marchese | Alessandro II                  | 1679 - 1749 | Adelaide Fugger von Kirchberg und Weissenhorn; figlio di Alfonso                                                                           |
|        | Marchese | Uberto Ranuzio                 | 1749 - 1775 | Anna Anguissola; figlio di Alessandro II                                                                                                   |
|        | Marchese | Antonio Francesco              | 1775 - 1802 | Anna Tarasconi; figlio di Uberto Ranuzio; ultimo marchese sovrano di Zibello.                                                              |